# 百億のキッスと千億の誓い
「百億のキッスと千億の誓い」（ひゃくおくのきっすとせんおくのちかい）は、日本のロックバンド、ザ・コレクターズ(THE COLLECTORS)の15枚目のシングルである。

## 概要
前作の「CASH & MODEL GUN」以来、約半年ぶりのシングル。表題曲「百億のキッスと千億の誓い」のミュージック・ビデオは、スーツを着たメンバーが演奏をするシンプルな演出である。

## 収録曲
- 全作詞・作曲：加藤ひさし

1. 百億のキッスと千億の誓い
2. Quiet Happy... (microcosmic style)
3. 百億のキッスと千億の誓い (Backing Track)
  - 1曲目のカラオケ・バージョン。